# HafenCity Universität (métro de Hambourg)
 (avril 2024).
Si vous disposez d'ouvrages ou d'articles de référence ou si vous connaissez des sites web de qualité traitant du thème abordé ici, merci de compléter l'article en donnant les références utiles à sa vérifiabilité et en les liant à la section « Notes et références ».
HafenCity Universität (en allemand : U-Bahnhof HafenCity Universität) est une station de la ligne U4 du métro de Hambourg. Elle se situe dans le quartier de HafenCity, dans l'arrondissement de Mitte.

## Situation sur le réseau

Plans des lignes
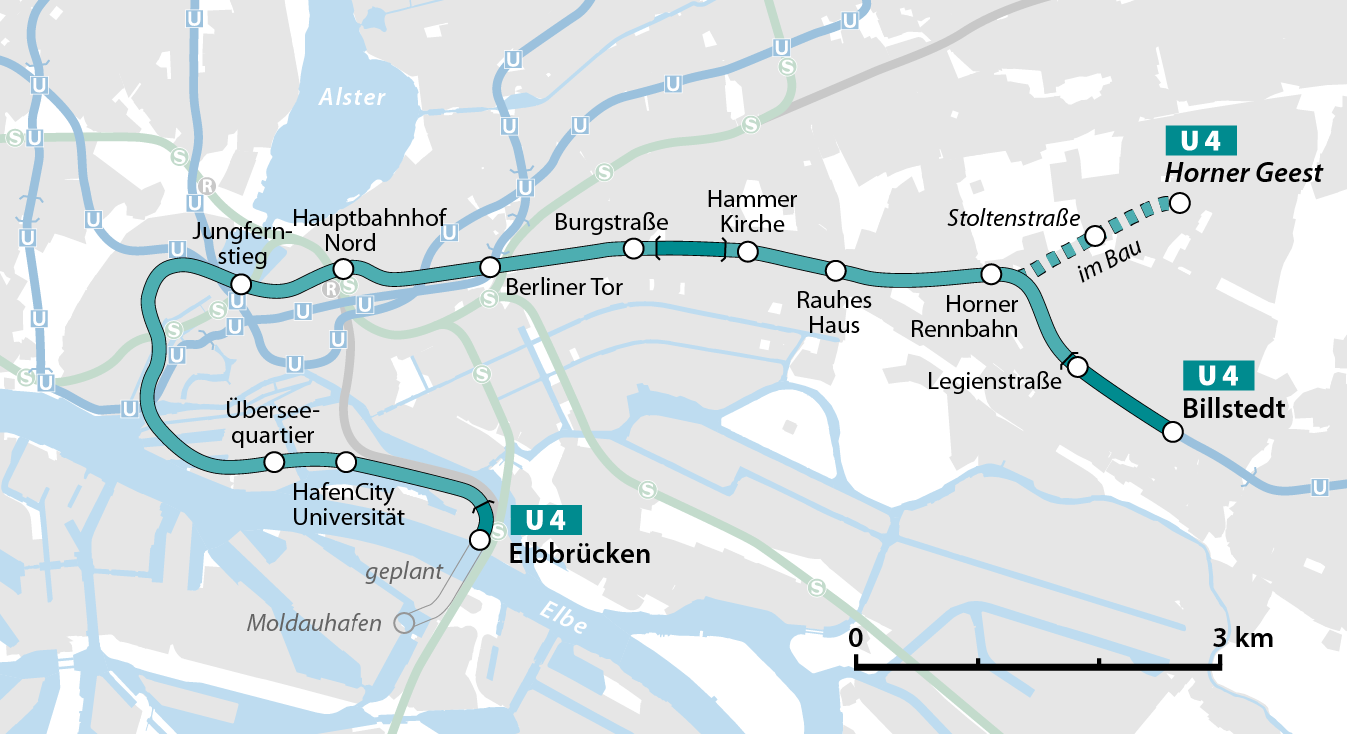
Ligne U4.

## Histoire
La première cérémonie d'inauguration des travaux a lieu le 23 août 2007 par le premier maire Ole von Beust pour ouvrir HafenCity avec une nouvelle ligne de métro. Les travaux de construction de l'arrêt HafenCity Universität commencent en février 2008 et le bouquet final a lieu le 11 mai 2010. Les travaux intérieurs se déroulent de l'été 2010 au printemps 2012.
La ligne U4 et ses nouveaux arrêts sont ouverts le 29 novembre 2012. L'arrêt HafenCity Universität n'est d'abord desservi que le week-end et les jours fériés, mais les opérations régulières commencent le 10 août 2013. La station de métro HafenCity Universität est le terminus de la ligne U4 jusqu'au 6 décembre 2018, date à laquelle la voie vers la gare de Hambourg-Elbbrücken, avec un échangeur prévu avec le S-Bahn vers Harbourg, est ouverte.

## Architecture
Le design fait suite à un projet du cabinet d'architectes Raupach, du bureau de planification de l'éclairage Pfarré Lighting Design et des designers industriels Stauss & Pedrazzini de Munich, qui remporta le précédent concours de design. Le bureau d'architectes Raupach avait déjà conçu la station de métro Wettersteinplatz du métro de Munich.
Dans la station de métro HafenCity Universität, les murs sont recouverts de panneaux métalliques lisses brun foncé sur lesquels le nom de la station est estampé. Il y a aussi des plaques métalliques au plafond, mais celles-ci sont perforées à plusieurs reprises pour réduire le bruit. La station est éclairée par douze conteneurs lumineux pesant chacun six tonnes et mesurant 6,5 m de long × 2,8 m de large × 2,8 m de haut, suspendus dans le sens de la longueur du plafond. Ils se composent d'un cadre en acier recouvert de verre dépoli et à l'intérieur duquel 280 LED colorées fournissent différentes ambiances lumineuses qui peuvent être ajustées en fonction de l'heure de la journée, de la saison ou de la météo et qui sont reflétées par les panneaux muraux métalliques. La forme des conteneurs lumineux ainsi que la conception des murs et du plafond doivent rappeler des éléments portuaires. La plate-forme est également éclairée par des tubes fluorescents normaux.
Les week-ends et jours fériés, des compositions lumineuses et musicales sont jouées dans la station de métro toutes les heures entre 10h et 18h. Les conteneurs lumineux changent de couleur pour correspondre à la musique classique qui, pour des raisons opérationnelles, n'est jouée que sur la mezzanine. En dehors de ces périodes, des transitions de couleurs constantes et lentes ont lieu.

## Services aux voyageurs

### Accès et accueil
La station de métro se trouve à 16,5 mètres sous le niveau du sol, soit 9 m sous le niveau de la mer. Le hall de quai avec la plate-forme centrale est orienté ouest-est et mesure 200 m de long, 16 m de large et 10 m de haut. L'accès depuis deux entrées dans la Versmannstraße et deux dans le Lohsepark se fait par des niveaux intermédiaires aux deux extrémités de la plate-forme. Un ascenseur à l'extrémité ouest mène au centre de la plate-forme.
À l'ouest de la station de métro se trouve un double changement de voie qui était nécessaire pour amener les trains sur l'autre voie pour le voyage de retour (virages courts sur le quai). À l'est du quai se trouve le tunnel en direction d'Elbbrücken. Cette partie du tracé servait initialement de parking tant que la gare était le terminus.